# 1349 (EP)
1349 è il primo EP prodotto dalla black metal band Norvegese 1349, ed è stato pubblicato nel 2001.

## Tracce
1. End of All – 5:55
2. Antichrist Warzone – 4:23
3. Chaos Within – 4:08
4. The Usurper (Live; Celtic Frost cover) – 3:26

## Formazione
- Ravn - voce, batteria (traccia 4)
- Archaon - chitarra
- Frost - batteria (tracce: 1-3)
- Seidemann - basso